# Natlys
Natlys (Oenothera) er en slægt med flere end 150 arter, der er udbredt i tempererede og subtropiske egne af Nord-, Mellem- og Sydamerika. Det er en-, to- og flerårige urteagtige planter med spredt stillede og ofte smalle blade. Blomsterne er regelmæssige og 4-tallige. Frugterne er 4-rummede kapsler med talrige frø.
| Beskrevne arter |

- Toårig Natlys (Oenothera biennis).
- Sommer-Natlys (Oenothera drummondii).
- Dag-Natlys (Oenothera fruticosa).
- Kæmpe-Natlys (Oenothera glazioviana).
- Fliget Natlys (Oenothera laciniata).
- Pragtkærte (Oenothera lindheimeri).
- Krybende Natlys (Oenothera macrocarpa).
- Mexicansk Natlys (Oenothera mexicana).
- Klit-Natlys (Oenothera oakesiana).
- Lyserød Natlys (Oenothera rosea).
- Sølv-Natlys (Oenothera speciosa).
- Staude-Natlys (Oenothera tetragona).

| Andre arter |

| - Oenothera acuticarpa - Oenothera acutifolia - Oenothera affinis - Oenothera albicaulis - Oenothera ammophila - Oenothera amoena - Oenothera andina - Oenothera arborea - Oenothera arcuata - Oenothera arequipensis - Oenothera argillicola - Oenothera atrovirens - Oenothera austromontana - Oenothera bahia-blancae - Oenothera berlandieri - Oenothera berteroana - Oenothera bifrons - Oenothera biloba - Oenothera bistorta - Oenothera blandina - Oenothera boothii - Oenothera brachycarpa - Oenothera brevipes - Oenothera californica - Oenothera campylocalyx - Oenothera canescens - Oenothera canovirens - Oenothera catharinensi - Oenothera cavernae - Oenothera cespitosav - Oenothera cheiranthifolia - Oenothera cheradophila - Oenothera chicagoensis - Oenothera cinerea - Oenothera claviformis - Oenothera clelandii - Oenothera coloradensis - Oenothera contorta - Oenothera coquimbensi - Oenothera coronopifolia - Oenothera cruciata - Oenothera cruciformis - Oenothera curtiflora - Oenothera curtissii - Oenothera curvifolia - Oenothera decorticans - Oenothera deltoides - Oenothera densiflora - Oenothera elata | - Oenothera elegans - Oenothera elongata - Oenothera erythrosepala - Oenothera featherstonei - Oenothera fendleri - Oenothera filiformis - Oenothera flava - Oenothera franciscana - Oenothera fremontii - Oenothera gaura - Oenothera gigas - Oenothera glauca - Oenothera glaucifolia - Oenothera gracilis - Oenothera grandiflora - Oenothera grandis - Oenothera greggii - Oenothera guadalupensis - Oenothera hartwegii - Oenothera hirtella - Oenothera hoelscheri - Oenothera hookeri - Oenothera howardii - Oenothera humifusa - Oenothera indecora - Oenothera jamesii - Oenothera johnsonii - Oenothera lamarckiana - Oenothera lavandulifolia - Oenothera lindleyi - Oenothera linifolia - Oenothera lipsiensis - Oenothera littoralis - Oenothera longissima - Oenothera longituba - Oenothera mendocinensis - Oenothera missouriensis - Oenothera mollissima - Oenothera montevidensis - Oenothera multijuga - Oenothera muricata - Oenothera nana - Oenothera nuda - Oenothera nutans - Oenothera odorata - Oenothera ovata - Oenothera pallida - Oenothera paradoxa - Oenothera parodiana | - Oenothera parviflora - Oenothera parvula - Oenothera pedunculifolia - Oenothera perennis - Oenothera peruana - Oenothera picensis - Oenothera primiveris - Oenothera pseudoelongata - Oenothera pseudolongiflora - Oenothera pubescens - Oenothera pumila - Oenothera punae - Oenothera purpurea - Oenothera quadrivulnera - Oenothera ravenii - Oenothera recurva - Oenothera refracta - Oenothera rhombipetala - Oenothera rubida - Oenothera rubricaulis - Oenothera sandiana - Oenothera santarii - Oenothera scabra - Oenothera scapoidea - Oenothera serrulata - Oenothera siambonensis - Oenothera sinuosa - Oenothera spectabilis - Oenothera striata - Oenothera stricta - Oenothera strigosa - Oenothera suaveolens - Oenothera suffrutescens - Oenothera syrticola - Oenothera tafiensis - Oenothera tarijensis - Oenothera tetraptera - Oenothera thalassaphila - Oenothera torreyi - Oenothera trichocalyx - Oenothera triloba - Oenothera tubicula - Oenothera tucumanensis - Oenothera versicolor - Oenothera villaricae - Oenothera villosa - Oenothera viminea - Oenothera wigginsii - Oenothera wolfii |

## Navngivning
Slægten "Gaura" er nu opløst, og arterne er anbragt i slægten Natlys (Oenothera). Søgning efter planter med slægtsnavnet "Gaura" skal i stedet foregå herfra - altså under slægtsnavnet Oenothera.